# ابن الحاجب
جمالُ الدينِ أبو عمرٍو عثمانُ بنُ عمرَ بنِ أبي بكرٍ بن يونس الكرديُّ الدَّوِينِيُّ الأصلِ الإسنائيُّ المولدِ المالكيُّ المعروفُ بابنِ الحاجبِ (570 هـ - 646 هـ / 1174م - 1249م) فقيه مالكي كرديٌّ من إسنا، درس العلوم الإسلامية في القاهرة وكان مقرئًا وأصوليًّا ونحويا.

## اسمه ونسبه ومولده
هو الشيخ الإمام عثمان بن عمر بن أبي بكر بن يونس أبو عمرو ابن الحاجب الكردي الدويني الأصل الإسنائي المولد. ولد سنة سبعين أو إحدى وسبعين وخمسمائة (570 أو 571هـ، الموافق 1174 أو 1175م في إسنا في صعيد مصر وكان أبوه جنديًا كرديًا، حاجبًا للأمير عز الدين موسك الصلاحي -وهو ابن خال السلطان صلاح الدين الأيوبي- قدم به أبوه إلى القاهرة فحفظ القرآن وبدأ الاشتغال بالعلم في صغره.

## شيوخه
- الإمام الشاطبي أبو محمد قاسم بن فِيرُّه بن أبي القاسم خلف الرعيني (538 - 590هـ)، تأدب عليه وقرأ عليه القرآن ببعض الروايات وسمع منه التيسير والشاطبية.
- أبو الفضل محمد بن يوسف بن علي الغزنوي الحنفي (522-599هـ). قرأ عليه جميع القراءات.
- أبو الجود غياث بن فارس بن مكي بن عبد الله اللخمي (518-605هـ) قرأ عليه بالسبع.
- أبو القاسم هبة الله بن علي بن مسعود البوصيري (506-598هـ) سمع منه الحديث وأخذه عنه.
- أبو منصور شمس الدين أبو الحسن علي بن إسماعيل بن علي الصنهاجي الأَبياري (557-618هـ) وقد تفقه عليه.
- أحمد بن الخليل بن سعادة بن جعفر بن عيسى البرمكي (583-637هـ).
- أبو حامد محمد بن علي بن محمود كمال الدين بن الصابوني (ت: 680هـ).
- أبو عبد الله محمد بن أحمد بن حامد الأرتاحي (ت:601هـ) سمع منه الحديث وهو آخر من حدث بالشام.
- الحافظ بهاء الدين أبو محمد القاسم بن عساكر (527-600هـ). سمع منه الحديث بدمشق.
- الإمام أبو الحسن الشاذلي (571-656هـ) إمام الطريقة الشاذلية. قرأ عليه كتاب الشفا للقاضي عياض.
- إسماعيل بن ياسين. سمع منه الحديث.
- حماد الحراني. سمع منه الحديث.
- فاطمة بنت سعد الخير. سمع منها الحديث.
- أحمد بن الحسن أبو غالب المعروف بابن البنا. وقد تأدب عليه.
- أبو الحسن بن جبير. أخذ عنه الفقه والأصول.

## تلاميذه
- الحافظ زكي الدين أبو محمد عبد العظيم بن عبد القوي ابن عبد الله بن سلامة بن سعد المنذري (توفي 656هـ) وقد روى عنه الحديث.
- الإمام الحافظ شرف الدين عبد المؤمن بن خلف بن أبي الحسين بن شرف الدمياطي (613-705هـ) روى عنه الحديث.
- شرف الدين عبد الله بن محمد بن علي الفهري المعروف بابن التلمساني (توفي 644هـ).
- كمال الدين عبد الرحمن بن عبد الكريم بن خلف الأنصاري الزملكاني (توفي 651هـ) أخذ عنه النحو.
- الملك الناصر داود بن عيسى بن العادل أبي بكر بن أيوب. وكان سلطان دمشق بعد أبيه نحوًا من سنة (توفي 656هـ). وقرأ عليه النحو.
- عبد الرحمن بن إسماعيل بن إبراهيم بن عثمان أبو شامة المقدسي (توفي 665هـ).
- الشيخ جمال الدين محمد بن عبد الله بن مالك الطائي، صاحب الألفية. يقول الخضري في حاشيته على ابن عقيل: «ونقل التبريزي في أواخر شرح الحاجبية أنه -أي ابن مالك- جلس في حلقة ابن الحاجب واستفاد منه» قال الدماميني: «لم أقف عليه لغيره ولا أدري من أين أخذه».
- الإمام الحافظ منصور بن سليم بن منصور الإسكندراني الشافعي (607-637هـ) وقد روى عنه الحديث.
- العلامة زين الدين عبد السلام بن علي بن عمر بن سيد الناس قاضي قضاة المالكية بدمشق (توفي 681هـ).
- الإمام ناصر الدين أحمد بن محمد بن منصور المعروف بابن المنَيِّر (توفي 683هـ) تفقه به وأجازه بالإفتاء. وكان ابن الحاجب معجبًا به أشد الإعجاب لفرط ذكائه وكثرة بحثه.
- الإمام المحقق أحمد بن إدريس بن عبد الرحمن بن عبد الله القرافي، صاحب التآليف البديعة (ت:684هـ).
- الشيخ أبو بكر بن عمر بن علي بن سالم، الإمام العلامة رضي الدين القسنطيني الشافعي النحوي (607-695هـ). أخذ عنه العربية وشرح الكافية التي لشيخه.
- الإمام المحدث زين الدين علي بن محمد بن المنير قاضي القضاة شارح صحيح البخاري (توفي 695هـ).
- موفق الدين محمد بن أبي العلاء بن علي النصيـبي البعلبكي (توفي 695هـ). أخذ عنه القراءات.
- الإمام ناصر الدين أبو علي منصور بن أحمد بن عبد الحق الزواوي (631- 731هـ).
- أبو علي الحسن بن الجلال. روى عنه الحديث.
- أبو الفضل الإربلي الذهبي.
- جمال الدين أبو إسحاق الفاضلي.
- الشيخة أم محمد وجيهة بنت علي بن يحيى بن سلطان السكندرية.

وروى عنه طائفة بالإجازة منهم:
- العماد بن البالسي.
- عبد العزيز بن إبراهيم بن يَنَّة الهواري ولد سنة (617هـ).
- أبو الحسن بن البقال.
- ياقوت الحموي.

## صفاته
كان الشيخ فقيهًا فاضلا مفتيًا مناظرًا مبرزًا في عدة علوم مُتبحرًا فيها مع ثقة ودين وورع وتواضع واحتمال دون تكلف، وكان من أذكياء العالم، ضرب به المثل في حِدَّة الذِّهن وحسن التصور وكان رأسًا في علوم كثيرة منها: الأصول والفروع والعربية والتصريف والعروض والتفسير. وكان ابن الحاجب علامة زمانه ورئيس أقرانه استخرج ما كَمُنَ من درر الفهم ومزج نحو الألفاظ بنحو المعاني، وأسس قواعد تلك المباني وتفقه حتى ساد أهل عصره وكان من أنجم الهداية.
وقد استوطن مصر ثم استوطن الشام ودرس بجامعها في الزاوية النورية المالكية ثم رجع إلى مصر مع العز بن عبد السلام فاستوطنها سنة 638هـ وذلك بعد أن أخرجهما والي دمشق لإنكارهما عليه أمورًا قام بها، وتصدر بالمدرسة الفاضلية بالموضع الذي كان يُدرِّس فيه الشاطبي وقصده الطلبة ثم توجه إلى الإسكندرية ليقيم بها فلم تطل مدته هناك، وقد نهل الفضلاء من علمه الزاخر وهو في كل ذلك على حال عدالة وفي منصب جلالة وصنف التصانيف المفيدة وخالف النحاة في مسائل دقيقة، وأورد عليهم إشكالات، وإلزامات مفحمة تعز الإجابة عنها.
وكان الشيخ ذا قدرة عجيبة على الاختصار حتى إنه كان يضن بالفاء أو الواو إذا كانت زائدة يتم المعنى بدونها وقد يختصر الخطبة التي تكون أول التصنيف بل قد يكتفي بالبسملة ويشرع في ذكر ذلك العلم الذي قصده. وله القدرة على إدراج المسائل الكثيرة في الألفاظ القليلة. ومصنفاته فيها حسن صناعة وجودة تصنيف تدل على تمكنه وحذقه وذكائه وقد رزقت القبول وطارت في الآفاق وسارت بها الركبان.
وكان ابن الحاجب وابن مالك طرفي نقيض خالفا العادة؛ لأن ابن مالك مغربي شافعي وابن الحاجب كردي مالكي ومن هنا غلط بعض الشراح للمقدمة فجعله مغربيًا لما سمع بأنه مالكي.

## مؤلفاته
- كتاب الجامع بين الأمهات في الفقه: وقد بالغ الشيخ تقي الدين بن دقيق العيد في مدح هذا الكتاب وكان مما قال فيه: «هذا كتاب أتى بعجب العجاب ودعا قصي الإجادة فكان المجاب، وراض عصي المراد فأزال شماسه وانجاب، وأبدى ما حقه أن تصرف أعنة الشكر إليه، وتلقى مقاليد الاستحسان بين يديه، وأن يبالغ في استحسانه وتشكر نفحات خاطره ونفثات لسانه، فإنه تيسرت له البلاغة فتفيأ ظلها الظليل وتفجرت له ينابيع الحكمة فكان خاطره ببطن المسيل وقرب المرمى فخفف الحمل الثقيل وقام بوظيفة الإيجاز فناداه لسان الإنصاف: ما على المحسنين من سبيل». وكان الشيخ كمال الدين الزملكاني يقول: «ليس للشافعية مثل مختصر ابن الحاجب للمالكية وكفى بهذه الشهادة فخرًا». وقد اعتنى العلماء شرقًا وغربًا بشرح هذا الكتاب وتدريسه.
- كافية ذوي الأرب في معرفة كلام العرب: المعروفة بالكافية وهي مقدمة وجيزة في النحو. وكان أبو حيان يقول عنها: هذه نحو الفقهاء! وقد انتشرت انتشارًا فاق الحدود حتى إن مخطوطاتها في كل مكتبة من مكتبات العالم تقريبًا. وقد بلغت شروحها (67) شرحًا وثلاثة مختصرات وخمس منظومات. وقد طبعت طبعات عديدة.
- الشافية: وهي مقدمة وجيزة في التصريف. وقد اعتنى بها العلماء كذلك فبلغ عدد شروحها (26) شرحًا. وقد طبعت طبعات عديدة. وقد ظهرت بركة هذين الكتابين على الطلبة وأقبل العلماء عليهما بالدرس والشرح وتصدرا قائمة الكتب المدرسية في معاهد العلم شرقًا وغربًا.

وقد صرح ابن الحاجب بكون الشافية ملحقةً بالكافية ومتممة لها في علمي التصريف والخط، ومؤخرًا صدرت الكافية والشافية معًا بين دفتي كتاب واحد بتحقيق الدكتور صالح عبد العظيم الشاعر.
- شرح المقدمتين شرحًا مختصرًا. وقد طبع هذا الشرح باستانبول ثم تكرر طبعه.
- منتهى السول والأمل في علمي الأصول والجدل: وهو في أصول الفقه.
- مختصر منتهى السول والأمل: وقد اعتنى العلماء بهذا المختصر فصار كتاب الناس شرقًا وغربًا واشتغل العلماء به. وشرحه كثرة كاثرة من العلماء والفضلاء.
- الأمالي: وهو في غاية الإفادة اشتمل على فوائد عربية غريبة ونكات وقواعد وغير ذلك.
- الإيضاح في شرح المفصل للزمخشري: وقد طبع بتحقيق الدكتور موسى العليلي ببغداد في جزأين.
- نظم الكافية وسماه: الوافية في نظم الكافية.
- شرح الوافية نظم الكافية: طبع بتحقيق الدكتور موسى العليلي بالعراق سنة 1981م.
- شرح المقدمة الجزولية.
- المقصد الجليل في علم الخليل: وهو نظم في العروض على وزن الشاطبية تقع في (171) بيتًا. وشرحها الإمام الإسنوي.
- رسالة في العشر: وهي رسالة صغيرة في استعمال كلمة «عشر» في أول الكلام وآخره.
- القصيدة الموشحة بالأسماء المؤنثة.
- كتاب في علم الكلام. وقد كتب عليه ثلاثة شروح.

## قال العلماء عنه
- قال الإمام تقي الدين ابن دقيق العيد: هذا الرجل تيسرت له البلاغة فتفيأ ظلها الظليل وتفجرت ينابيع الحكمة فكان خاطره ببطن المسيل، وقرب المرمى فخفف الحمل الثقيل.
- قال القاضي ابن خلكان: كان من أحسن خلق الله ذهنًا وجاءني مرارًا بسبب أداء شهادات وسألته عن مواضع في العربية مشكلة فأجاب عنها أبلغ إجابة بسكون كثير وتثبت تام، وذكره العلامة ابن أبي شامة فقال: كان من أذكى الأمة قريحة، ركنًا من أركان الدين في العلم والعمل بارعًا في العلوم الأصولية وتحقيق علم العربية متقنًا لمذهب مالك وكان ثقة حجة متواضعًا عفيفًا كثير الحياء منصفًا محبًا للعلم وأهله ناشرًا له صبورًا على البلوى محتملا للأذى.

## وفاته
توفي الشيخ في السادس والعشرين من شوال سنة ست وأربعين وستمائة (26 شوال 646 هـ) الموافق 18 من فبراير سنة 1249م بالإسكندرية ضحوة النهار ودفن من يومه بباب البحر بمقبرة الشيخ الصالح بن أبي شامة وموضع ضريحه الآن في الطابق السفلي من مسجد أبي العباس المرسي.
ولما مات رثاه الفقيه أبو العباس ناصر الدين أحمد بن المنير وكتبت على قبره هذه الأبيات: